# Hiremallanahole, Jagalur
Hiremallanahole là một làng thuộc tehsil Jagalur, huyện Davanagere, bang Karnataka, Ấn Độ.